# لوکاس توزار
لوکاس سایمون پیر توزار (انگلیسی: Lucas Simon Pierre Tousart؛ زادهٔ ۲۹ آوریل ۱۹۹۷ ‏(۲۷ سال) بازیکن فوتبال اهل فرانسه است.
از باشگاه‌هایی که در آن بازی کرده‌است می‌توان به لیون اشاره کرد.